# Brian Pittman
Brian Pittman (Canton Ohio, 21 oktober 1980) is een Amerikaans bassist. Hij was bassist in de poppunkband Relient K, waarvan hij ook oprichter was. Later speelde hij basgitaar in de white metal band Inhale Exhale. Hij is ook eigenaar van een groot hoveniersbedrijf genaam "Lawnsharks". Pittman trouwde 30 augustus 2008, en woont tegenwoordig in Canton.

## Biografie

### Relient K
Pittman was samen met Matt Thiessen en Matt Hoopes oprichter van de band Relient K. Hij speelde van 1998 tot 29 augustus 2004 bas op vijf albums, vier ep's, een single en twee kerstalbums.

### Inhale Exhale
Kort na het verlaten van Relient K voegde hij zich bij de band Inhale Exhale. Al vlug nadat hij Relient K verlaten had zei hij dat hij een ander genre in de christelijke muziek wilde spelen. Hij groeide op met metal, en wilde daarmee verder. In juli 2007 gaf hij aan uit de band te stappen vanwege persoonlijke redenen.